# Санремо 2015
Шейсет и петото издание на фестивала на италианската песен „Санремо“ се проведе в град Санремо, Италия в театър „Аристон“ от 10 до 14 февруари 2015 година с водещ Карло Конти, придружен от певиците Ариза, Ема Мароне (победителки в предни издания на фестивала) и от испанската телевизонна водеща и актриса Росио Муньос Моралес.
За художественото оформление се е погрижил самият водещ Карло Конти, за музикалното оформление – Пинучо Пирацоли, сценографията е на Рикардо Бокини и режисурата – на Маурицио Панюсат. Главната мелодия е Fanfare for the Common Man на Арън Копланд (с аранжимент на маестро Пинучо Пирацоли).
Победители на това издание от категорията Campioni (Шампиони) са триото Il Volo с песента Grande amore (Голяма любов), а от категорията Nuove Proposte (Нови предложения) – Джовани Какамо с песента Ritornerò da te (Ще се върна при теб).
Победителят от категорията Campioni има възможността на представи Италия на песенния конкурс „Евровизия“, който се проведе във Виена, Австрия на 19, 21 и 23 май 2015 година.
Това издание жъне голям успех и получава доста благоприятни отзиви от критиката. Със своите 48,64% гледамеост, според медиите това е най-гледаното издание от 2006 година насам.

## Категория „Шампиони“
Двадесетте участници от категорията Шампиони са обявени от Карло Конти на 14 декември 2014 година в предаването L'Arena с водещ Масимо Джилети.
| Място | Изпълнител                      | Песен                                                            | Автори |
| ----- | ------------------------------- | ---------------------------------------------------------------- | --- |
| 1     | Il Volo                         | Grande amore (Голяма любов)                                      | Франческо Боча, Чиро Еспозито                                                                               |
| 2     | Нек                             | Fatti avanti, amore (Ела напред, любов)                          | Филипо Невиани, Лука Киаравали, Андреа Бономо, Луиджи Фацио                                                 |
| 3     | Малика Аян                      | Adesso e qui (nostalgico presente) (Тук и сега (носталгичен миг) | Малика Аян, Джино Де Крешенцо, Алесандра Флора, Джовани Какамо                                              |
| 4     | Аннализа                        | Una finestra tra le stelle (Прозорец към звездите)               | Франческо Силвестре                                                                                         |
| 5     | Киара                           | Straordinario (Необикновено)                                     | Ермал Мета, Джани Полекс                                                                                    |
| 6     | Марко Мазини                    | Che giorno è (Кой ден е днес)                                    | Федерика Камба, Даниеле Коро, Марко Мазини                                                                  |
| 7     | Dear Jack                       | Il mondo esplode tranne noi (Светът избухва освен нас)           | Пиеро Ромители, Давиде Симонета                                                                             |
| 8     | Джанлука Гриняни                | Sogni infranti (Разбити мечти)                                   | Джанлука Гриняни                                                                                            |
| 9     | Нина Дзили                      | Sola (Сама)                                                      | Мария Киара Фраскета                                                                                        |
| 10    | Лоренцо Фрагола                 | Siamo uguali (Еднакви сме)                                       | Лоренцо Фрагола, Федез, Фаусто Колиати                                                                      |
| 11    | Алекс Брити                     | Un attimo importante (Един важен миг)                            | Алекс Брити                                                                                                 |
| 12    | Ирене Гранди                    | Un vento senza nome (Вятър без име)                              | Ирене Гранди, Саверио Ланца                                                                                 |
| 13    | Незли                           | Buona fortuna, amore (На добър час, любов)                       | Незли, Орацио Грило                                                                                         |
| 14    | Бианка Атцеи                    | Il solo al mondo (Единственият на света)                         | Франческо Силвестре                                                                                         |
| 15    | Морено                          | Oggi ti parlo così (Днес ти говоря така)                         | Морено Донадони, Роберто Казалино, Масимилиано Дагани, Алесандро Ерба, Марко Дзанджиролами, Оскар Пертикони |
| 16    | Грация Ди Микеле и Мауро Коруци | Io sono una finestra (Аз съм прозорец)                           | Грация Ди Микеле, Рафаели Петранджели                                                                       |
| 17    | Анна Татанджело                 | Libera (Свободна)                                                | Франческо Силвестре, Енрико Палмози                                                                         |
| 18    | Лара Фабиан                     | Voce (Глас)                                                      | Лара Фабиан, Фио Дзаноти, Кристиано Кремонини                                                               |
| 19    | Раф                             | Come una favola (Като в приказка)                                | Рафаеле Риефоли, Саверио Гранди, Емилиано Чечере                                                            |
| 20    | Биджо и Мандели                 | Vita d'inferno (Живот като в ада)                                | Фабрицио Биджо, Франческо Мандели, Мартино Феро                                                             |

## Категория „Нови предложения“
| Място | Изпълнител      | Песен                                                | Автори                                          |
| ----- | --------------- | ---------------------------------------------------- | ----------------------------------------------- |
| 1     | Джовани Какамо  | Ritornerò da te (Ще се върна при теб)                | Джовани Какамо                                  |
| 2     | KuTso           | Elisa (Елиза)                                        | Матео Габианели                                 |
| 3     | Енрико Ниджоти  | Qualcosa da decidere (Нещо да избереш)               | Енрико Ниджоти, Самуел Галваньо                 |
| 3     | Амара           | Credo (Вярвам)                                       | Ерика Минео, Салваторе Минео                    |
| 4     | Ракеле          | Io non lo so cos'è l'amore (Не знам какво е любовта) | Бунгаро, Чезаре Киодо и Джакомо Рунко           |
| 4     | Серена Бранкале | Galleggiare (Държа се на повърхността)               | Серена Бранкале                                 |
| 4     | Шанти           | Ritornerai (Ще се върнеш)                            | Шантал Саролди, Андреа Бономо и Мануела Сперони |
| 4     | Калигола        | Oltre il giardino (Отвъд градината)                  | Габриеле Рошилионе                              |

## Българско присъствие на 65 фестивалСанремо
- Здравко Петров – музикален редактор в БНР, отразяващ фестивала от Санремо за БНР и БНТ.
- Димитър Йосифов

|  | Тази страница частично или изцяло представлява превод на страницата Festival di Sanremo 2015 в Уикипедия на италиански. Оригиналният текст, както и този превод, са защитени от Лиценза „Криейтив Комънс – Признание – Споделяне на споделеното“, а за съдържание, създадено преди юни 2009 година – от Лиценза за свободна документация на ГНУ. Прегледайте историята на редакциите на оригиналната страница, както и на преводната страница, за да видите списъка на съавторите. ВАЖНО: Този шаблон се отнася единствено до авторските права върху съдържанието на статията. Добавянето му не отменя изискването да се посочват конкретни източници на твърденията, които да бъдат благонадеждни. |